# Frederick Stopford

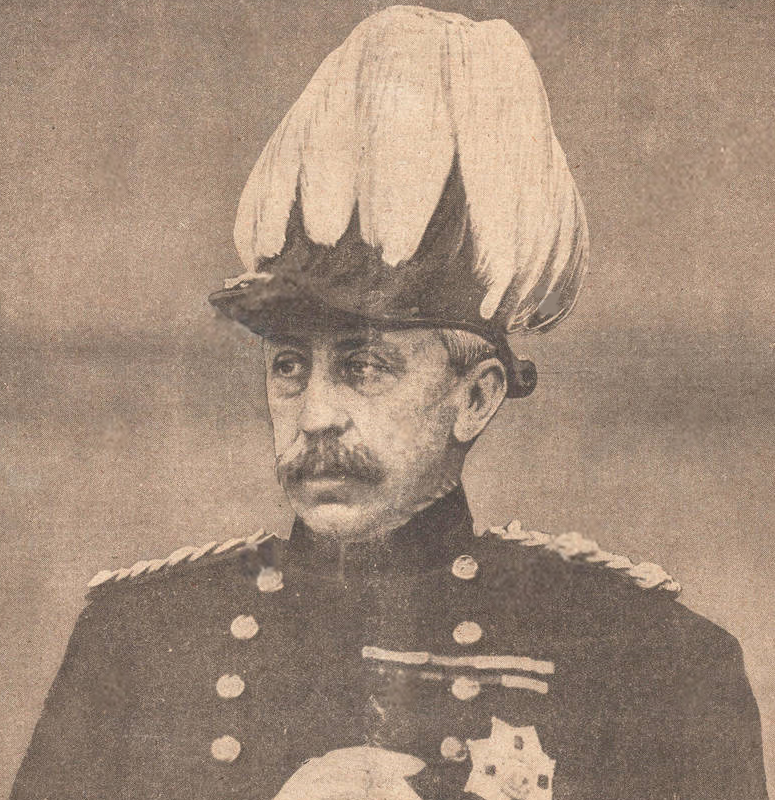
Sir Frederick William Stopford, ca. 1916

Sir Frederick William Stopford KCB, KCMG, KCVO (* 22. Februar 1854 in Dublin; † 4. Mai 1929) war ein Offizier der British Army, zuletzt Lieutenant-General, der am bekanntesten für seinen Einsatz auf der Halbinsel Gelibolu während der Schlacht von Gallipoli im Ersten Weltkrieg ist.

## Leben
Stopford wurde als zweiter Sohn von James Stopford, 4. Earl of Courtown aus dessen zweiter Ehe mit Dora Pennefather, Tochter des Richters Edward Pennefather, geboren. Er hatte einen älteren Stiefbruder, der 5. Earl of Courtown wurde, und zwei leibliche Brüder.
Stopford wurde am Eton College erzogen. Er war von 1866 bis 1870 ein Page of Honour der Königin Victoria. 1871 trat er in die Grenadier Guards ein. Im Jahre 1882 war er Aide-de-camp des Stabschefs von Garnet Wolseley in der Ägyptischen Expedition, John Miller Adye, und nahm an der Schlacht von Tel-el-Kebir teil. 1885 war er Aide-de-camp von Arthur Lyon Fremantle, des Kommandeurs der Brigade of Guards in der Suakin-Expedition gegen Osman Digna. Anschließend diente er bis 1889 als Brigademajor dieser Brigade auf Kreta sowie der 2. Infanterie-Brigade in Aldershot. Von 1892 bis 1894 war er Deputy Assistant Adjutant General im Hauptquartier der British Army sowie anschließend im Aldershot Command. 1895/96 nahm Stopford am Vierten Aschanti-Krieg im heutigen Ghana teil. 1897 wurde er Assistant Adjutant General der British Army.
Stopford nahm als militärischer Sekretär Redvers Bullers, des Befehlshabers der Natal Field Force, am Zweiten Burenkrieg in Südafrika teil. Er konnte sich in mehreren Schlachten auszeichnen und wurde unter anderem mit der Aufnahme in den persönlichen Adelsstand als Knight Commander des Order of St. Michael and St. George sowie der Queen’s South Africa Medal mit sechs Spangen geehrt. Nach seiner Rückkehr ins Mutterland wurde er Deputy Adjutant General in Aldershot und 1902 leitender Stabsoffizier des I Army Corps im Rang eines Brigadier-General an gleicher Stelle. Von 1904 bis 1906 war er im Rang eines Major-General Director-General of Military Training im War Office, anschließend befehligte er bis 1909 den London District. Danach trat er aus dem aktiven Dienst. Von 1912 bis 1914 war er Lieutenant des Tower of London.
Im Ersten Weltkrieg wurde er reaktiviert und ihm 1915 der Befehl über das neugebildete IX Corps übertragen. Dieses landete am 6. August 1915 in der Suvla-Bucht auf Gallipoli in einem letzten britischen Versuch, den Stillstand der Fronten bei Anzac Cove und am Kap Helles zu brechen. Stopford überwachte die Operationen von Bord der Sloop HMS Jonquil, ohne sich über den Ernst der Lage an Land im klaren zu sein. Seine Untätigkeit geriet schnell in die Kritik, und Kriegsminister Kitchener autorisierte den Oberbefehlshaber der Mediterranean Expeditionary Force, Ian Hamilton, am 14. August, einen Kommandowechsel vorzunehmen und stellte ihm den von der Westfront kommenden Julian Byng zur Verfügung. Am 15. August wurde Stopford seines Kommandos entbunden und durch Byng ersetzt.
Stopford kehrte auf seinen alten Posten des Lieutenant des Tower of London zurück, den er bis Januar 1917 innehatte. 1920 wurde er pensioniert. Stopford starb unverheiratet und kinderlos.